# Hirtzbach
Hirtzbach es una localidad y comuna francesa, situada en el departamento de Alto Rin, en la región de Alsacia.

## Demografía
| 961 | 979 | 1106 | 1128 | 1143 | 1183 |
| Para los censos de 1962 a 1999 la población legal corresponde a la población sin duplicidades (Fuente: INSEE [Consultar]) |     |      |      |      |      |

## Patrimonio artístico y cultural
- Iglesia de Saint Maurice, de 1834.
- Palacio de la familia de Reinach y su jardín inglés